# Алтынай (станция, Свердловская область)
Алтына́й — упразднённый населённый пункт (тип: железнодорожная станция), посёлок при станции Алтынай (станция), вошедший в 1943 году в состав рабочего посёлка Алтынай Свердловской области РСФСР (ныне посёлок сельского типа муниципального образования «Городской округ Сухой Лог»).

## История
В 1914 году построена железнодорожная ветка Богданович-Егоршино и станция Антрацит (ныне Алтынай).
Указом Президиума Верховного Совета РСФСР от 20 августа 1943 года железнодорожная станция Алтынай,  посёлки при шахтах Ключи, № 5 и населённый пункт Ёлкино включены в образованный рабочий посёлок Алтынай (бывшее Ирбитские Вершины).

## Инфраструктура
Основа экономики — обслуживание путевого хозяйства Свердловской железной дороги. 

## Транспорт
Доступен автомобильным и железнодорожным транспортом.  Остановка общественного транспорта «Станция Алтынай». 